# فرودگاه یورک لندینگ
فرودگاه یورک لندینگ (به انگلیسی: York Landing Airport) یک فرودگاه همگانی باربری با کد یاتا ZAC است . این فرودگاه در کشور کانادا قرار دارد و در ارتفاع ۱۹۰ متری از سطح دریا واقع شده است.

## شرکت‌های هواپیمایی و مقصدهای پروازی
| شرکت‌های هواپیمایی  | مقصدهای پروازی                           |
| ------------------ | ---------------------------------------- |
| Perimeter Aviation | تامپسون، وینیپگ جیمز آرمسترانگ ریچاردسون |